# Dème de Xirovoúni
Le dème de Xirovoúni, en grec moderne : Δήμος Ξηροβουνίου / Dímos Xirovouníou, est un ancien dème du district régional d'Árta, en Épire, Grèce. En 2010, il est fusionné au sein du dème d'Árta.
Selon le recensement de 2011, la population du dème compte 3 184 habitants.